# 68e parallèle nord
Pour les articles homonymes, voir 68e parallèle.
En géographie, le 68e parallèle nord est le parallèle joignant les points de la surface d'un corps dont la latitude est égale à 68° nord.

## Sur Terre

### Dimensions
Dans le système géodésique WGS 84, au niveau de 68° de latitude nord, un degré de longitude équivaut à 41,822 km ; la longueur totale du parallèle est donc de 15 056 km, soit environ  37,6% de celle de l'équateur. Il en est distant de 7 546 km et du pôle Nord de 2 456 km,.
Comme tous les autres parallèles à part l'équateur, le 68e parallèle nord n'est pas un grand cercle et n'est donc pas la plus courte distance entre deux points, même situés à la même latitude. Par exemple, en suivant le parallèle, la distance parcourue entre deux points de longitude opposée est 7 528 km ; en suivant un grand cercle (qui passe alors par le pôle nord), elle n'est que de 4 912 km.

### Durée du jour
À cette latitude, le soleil est visible toute la journée au solstice d'été, et reste sous l'horizon toute la journée au solstice d'hiver.